# DELAG
DELAG, sigla para Deutsche Luftschiffahrts-Aktiengesellschaft (em alemão para " Companhia Alemã de Transportes Aéreos"), foi a primeira companhia aérea do mundo a usar uma aeronave em serviço. Foi fundada em 16 de novembro de 1909 e operava aeronaves rígidas Zeppelin fabricadas pela Luftschiffbau Zeppelin Corporation. Sua sede estava localizada em Frankfurt, Alemanha.
Ainda que os primeiros voos fossem primordialmente passeios panorâmicos, as vantagens de se viajar pelo ar logo começaram a se tornar evidentes. Um voo entre as cidades de Berlim e Friedrichshafen levava entre quatro e nove horas, contra as dezoito até vinte e quatro horas de uma viagem de trem no mesmo trecho. A maioria dos primeiros passageiros da DELAG era composta de membros da realeza alemã, oficiais militares, aristocratas, funcionários do governo e empresários, tudo pela iniciativa de promover os negócios da Zeppelin.

## Início

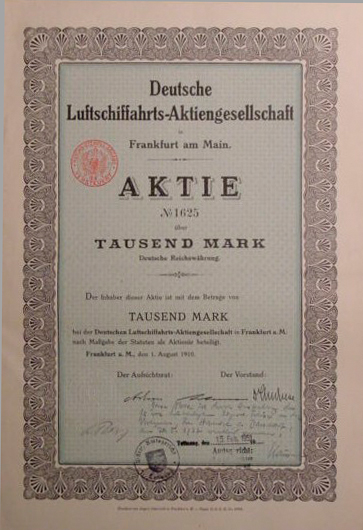
Certificado de ações da DELAG, em 1910

A DELAG foi fundada por sugestão de Alfred Colsman, gerente de negócios da empresa de aeróstatos Zeppelin Luftschiffbau. A empresa estava tendo dificuldade em obter autorização do exército alemão, por isso Colsman sugeriu explorar o interesse entusiasmado do público ao estabelecer a ideia de uma empresa comercial de transporte de passageiros. O próprio conde Zeppelin se distanciou dessa comercialização de sua invenção: como aristocrata e ex-oficial, ele a via como uma empresa vulgar de comerciante. Colsman, que se tornou o primeiro diretor geral da companhia aérea, conseguiu garantir a cooperação com Albert Ballin, o então chefe da Hamburg America Line, que oferecia 100.000 Goldmarks (o dinheiro do Império Alemão da época) por ano para promover a empresa, com a condição de que seus escritórios tivessem direitos exclusivos de venda de passagens. Colsman teve pouca dificuldade em aumentar o capital necessário de três milhões de marcos, e grande parte da capital inicial veio das cidades de Frankfurt am Main, de Düsseldorf, e várias outras cidades construíram galpões de aeronaves às suas próprias custas.
O primeiro Zeppelin a ser construído para a empresa foi o LZ 7, que foi nomeado Deutschland. Voando pela primeira vez em 19 de junho de 1910, ele possuía elevador útil de 5.000 kg e acomodação para cerca de 24 passageiros. A sua velocidade de cruzeiro era de 51 km / h (32 mph). Dado esse desempenho, se percebeu que os serviços intermunicipais programados não seriam viáveis, e que a empresa se limitaria a oferecer cruzeiros de lazer nas proximidades de suas bases. No entanto, a aeronave foi destruída em 28 de junho de 1910, enquanto levava uma remessa de jornalistas em uma viagem destinada a gerar publicidade para ela. O dirigível foi impedido de retornar à sua base em Düsseldorf e, depois, apanhado por uma tempestade, foi transportado até uma altura de 1.100 metros (3.500 pés) e depois pesado pela perda de hidrogênio causada pela rápida subida e pela água da chuva no envelope, forçado a aeronave a cair na floresta de Teutoburger. Houve apenas um ferido. Isso deixou a DELAG com apenas mais um dirigível, o LZ 6, que havia sido construído no ano anterior com a esperança de ser adquirido pelo exército alemão e posteriormente ampliado e modificado para fins de transporte de passageiros. Operando em Baden-Baden, foram realizados enfim voos bem-sucedidos quase diariamente, entre o final de agosto e meados de setembro. Porém em 14 de setembro foi destruído em um incêndio enquanto estava no seu hangar.  

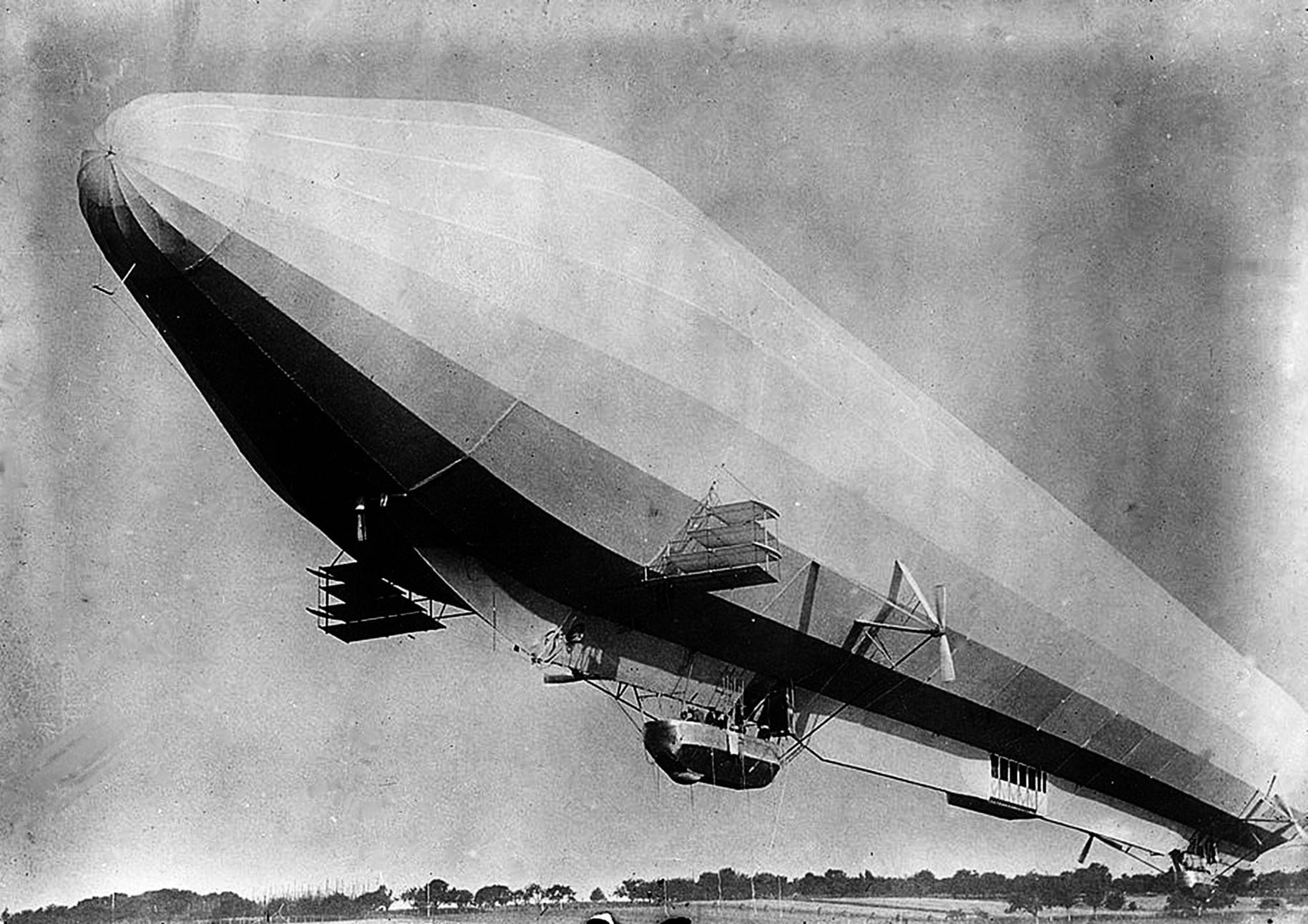
LZ 7 Deutschland

Voos com duração entre 90 minutos e duas horas foram oferecidos por um preço de 200 Goldmark a bordo de uma nova aeronave, a Deutschland II, que foi concluída em 30 de março de 1911, e chegou a Düsseldorf em 11 de abril, mas depois de pouco mais de um mês de serviço, a aeronave foi atingida por uma rajada de ventos ao sair de seu hangar em 16 de maio. Foi conduzido por 15 metros (50 Pés) quebra-vento alto e quebrou as costas da estrutura. Os passageiros tiveram que ser resgatados usando escadas de incêndio. Hugo Eckener, o então comandante, culpou o acidente por sua decisão "fraca" de dar a ânsia dos passageiros em voar superar sua relutância em deixar o zappelin nas condições existentes. A sorte da empresa mudou com a próxima aeronave, o LZ 10 <i id="mwQw">Schwaben</i> . Concluído em 26 de junho e entregue à DELAG em 15 de julho, transportou 1553 passageiros pagantes durante sua carreira. Inicialmente com sede em Baden Baden, além das viagens de cruzeiros em lazer, foram feitos vários voos de longa distância, transportando passageiros para Frankfurt, Düsseldorf e, eventualmente, para Berlim . LZ 11 Viktora Luise,  nomeada com o nome da filha do Kaiser, entrou em serviço em 4 de março de 1912. Em 28 de junho de 1912, Schwaben foi destruída em um incêndio em um hangar com causa atribuída à eletricidade estática produzida por seus sacos de algodão emborrachado na estrutura, mas logo foi substituída por LZ 13 Hansa, concluída em 30 de julho. Essas aeronaves também foram usadas pela Marinha Imperial Alemã para treinamento, com as tripulações da Marinha operando voos de passageiros. Em 1913 LZ   17 Sachsen foi adicionado à frota da DELAG.
Em julho de 1914, um mês antes do início da Primeira Guerra Mundial, os Zeppelins da DELAG haviam transportado 34.028 passageiros em 1.588 voos comerciais; a frota voou 172.535 quilômetros em 3.176 horas.

## Impacto durante a Primeira Guerra Mundial
LZ 11, LZ 13 e LZ 17 foram obrigados à serem utilizados no serviço do exército alemão . Após a guerra, no entanto, a LZ da DELAG, 120 Bodensee e LZ 121 A Nordstern ajudou a reconectar as cidades da Europa nesse período. O LZ 120 voou entre Friedrichshafen à Berlin-Staaken com uma escala em Munique, mas ambos aeróstatos foram aprendidos como reparações pós-guerra em 1921. O LZ 120 foi deslocado para a Itália e foi re-batizado de "Esperia", enquanto LZ   121 tornou-se o francês Méditerranée, sendo levado antes mesmo de entrar em serviço para a DELAG.

## Serviço transatlântico

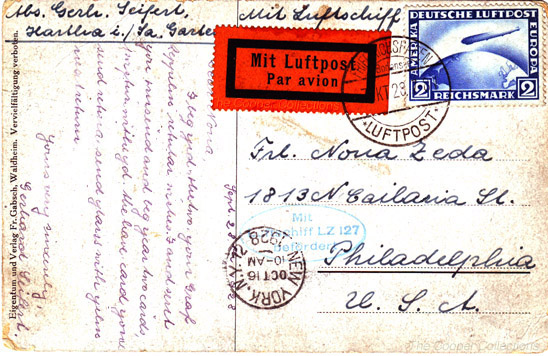
Cartão postal com foto do "Primeiro Vôo da América do Norte" com o D-LZ127 (1928)

Mesmo severamente prejudicada pela Primeira Guerra Mundial, a DELAG ainda veio a operar os primeiros voos intercontinentais. Em 11 de outubro de 1928, o LZ 127 Graf Zeppelin partiu de Friedrichshafen, na Alemanha, com destino a New Jersey, nos EUA, onde pousou quatro dias depois. O famoso dirigível Hindenburg também serviu às rotas transatlânticas da DELAG, até o seu fatídico desastre em 1937, ano em que a companhia encerrou seus serviços transatlânticos.
Em setembro de 1928, a DELAG começou a operar o bem sucedido dirigível  Graf Zeppelin, o que tornava possíveis os voos transatlânticos regulares e sem escalas, antes mesmo que os aviões tivessem alcance de voo suficiente para atravessar o oceano em qualquer direção, sem parar. Para a primeira viagem transatlântica da DELAG, o Doutor Eckener comandou o Graf Zeppelin saindo de Friedrichshafen, Alemanha, às 07:54 de 11 de outubro de 1928, chegando a Lakehurst Field, Nova Jersey, em 15 de outubro. Em 1931, o Graf Zeppelin  iniciou o serviço regular de passageiros entre a Alemanha e a América do Sul, que continuou até o ano de 1937.
Durante seu período de vida, o famoso dirigível atravessou o Atlântico Sul 136 vezes.

## Evolução dos dirigíveis
O Graf Zeppelin foi o último dirigível pilotado pela DELAG.
Em 1935, sucessor da companhia foi fundada, a Deutsche Zeppelin-Reederei (DZR), patrocinada pelo governo alemão. Sua frota incluía o LZ 127 Graf Zeppelin, LZ 129 Hindenburg e LZ 130 Graf Zeppelin .
Em 2001, uma empresa moderna também batizada de "Deutsche Zeppelin Reederei" foi estabelecida como subsidiária da Zeppelin Luftschifftechnik (ZLT). Ela opera as aeronaves Zeppelin NT de Friedrichshafen no Lago Constança, principalmente para voos turísticos de passageiros pela Alemanha .

## Dirigíveis
Antes da Primeira Guerra Mundial:
- LZ 6
- LZ 7 Deutschland
- LZ 8 Deutschland II
- LZ 10 <i id="mwkQ">Schwaben</i>
- LZ 11 Viktoria Luise
- LZ 13 <i id="mwlg">Hansa</i>
- LZ 17 Sachsen

Após a Primeira Guerra Mundial:
- LZ 120 <i id="mwnQ">Bodensee</i>
- LZ 121 Nordstern
- LZ 127 Graf Zeppelin, o último dirigível usado pela DELAG

Em março de 1935, o LZ 127 foi transferido para a empresa recém-fundada Deutsche Zeppelin-Reederei, que também recebeu inicialmente o Hindenburg, que estava em construção na época.